# 2268 Szmytowna
2268 Szmytowna је астероид главног астероидног појаса чија средња удаљеност од Сунца износи 2,941 астрономских јединица (АЈ).
Апсолутна магнитуда астероида је 11,4.